# 濟吉夫卡
48°21′18″N 28°19′10″E / 48.35500°N 28.31944°E

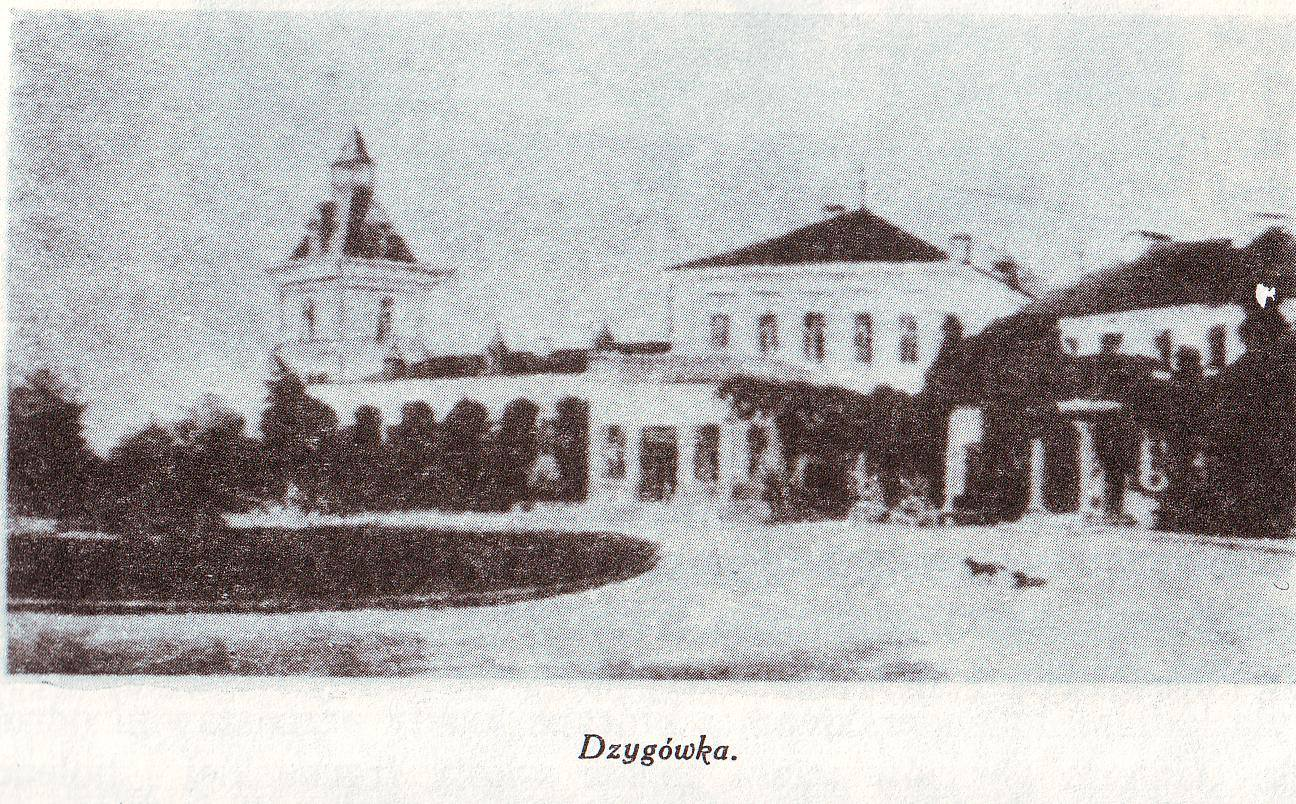
老照片上的宫殿

濟吉夫卡（羅馬化：Dzygivka）是烏克蘭西南部文尼察州莫希利夫-波迪利斯基区扬皮尔市镇的村落。始建於1500年，面積8.2平方公里，海拔高度135米，2001年人口4,132，人口密度每平方公里504.15人。
2024年9月19日乌克兰最高拉达将此村的乌克兰语名从改为。